# بروك لارسون
بروك لارسون (بالإنجليزية: Brock Larson) هو فنان قتال مختلط أمريكي، ولد في 23 أغسطس 1977 في برينرد في الولايات المتحدة.

## وصلات خارجية
- بروك لارسون على موقع يو إف سي (الإنجليزية)
- بروك لارسون على موقع شيردوغ (الإنجليزية)
- بروك لارسون على موقع IMDb (الإنجليزية)